# 대한체육구락부
대한체육구락부(大韓體育俱樂部)는 서울에 있었던 한국 최초의 근대적 체육 단체이다.
1906년 3월 창단한 후 최초의 공개 축구 경기를 펼치기도 했으며,단체원 대부분이 통역관, 번역관으로 구성되어 있었다.1906년 3월 16일 대한매일신보 잡보란에 실린 구락부원 40명이 동대문 밖에세 운동회를 가졌을 당시 부른 총 28행으로 구성되어 있는 애국운동가는 1996년 발간된 신문에서 지금까지 남아 있는 응원가 중 최초의 응원가로 기록했다.